# 廣寧公主
广宁公主（—8世纪），唐玄宗女，母董芳仪。《旧唐书》记其封号为广平公主，《新唐书》和《全唐文》则记为广宁公主。

## 母
董芳仪，唐玄宗把九嫔（昭仪、昭容、昭媛、修仪、修容、修媛、充仪、充容、充媛）改为六仪（德仪、顺仪、贤仪、芳仪、婉仪、淑仪），除了董芳仪，唐玄宗的六仪还有皇甫德仪、郭顺仪、武贤仪、郭婉仪。

## 生平
公主于天宝九载（751年）四月受封。首嫁程昌裔。十载（公元752年）正月望夜，杨国忠和杨氏姐妹五家夜游长安，与广宁公主的骑从争过西市门。杨家奴仆挥鞭打到公主的衣服，公主堕马。驸马程昌裔前去搀扶公主，被打了数鞭。广宁公主向父亲唐玄宗哭诉，唐玄宗下令杀杨家奴仆，而驸马程昌裔亦被停官。
广平公主后又嫁苏克贞。逝世于唐代宗大历（766年－779年）年间。

## 相关史料
- 《旧唐书 列传第一》

十载正月望夜，杨家五宅夜游，与广平公主骑从争西市门。杨氏奴挥鞭及公主衣，公主堕马，驸马程昌裔扶主，因及数挝。公主泣奏之，上令杀杨氏奴，昌裔亦停官。

- 《新唐书 列传第八》卷八十三·列传第八·公主传

广宁公主，董芳仪所生。下嫁程昌胤，又嫁苏克贞。薨大历时。

- 《全唐文 卷二十五》

○封广宁公主制
睦亲之训，必备恩荣，加命之贵，是存优宠。顺成公主诞姿中掖，习训公宫，惠心有孚，淑问斯著。夙蕴柔闲之操，克彰婉娩之规，式开汤沐，虽已申于筑馆，爰择井田，俾有光于改邑。可封广宁公主，依前实封一千户。: